# FICEB

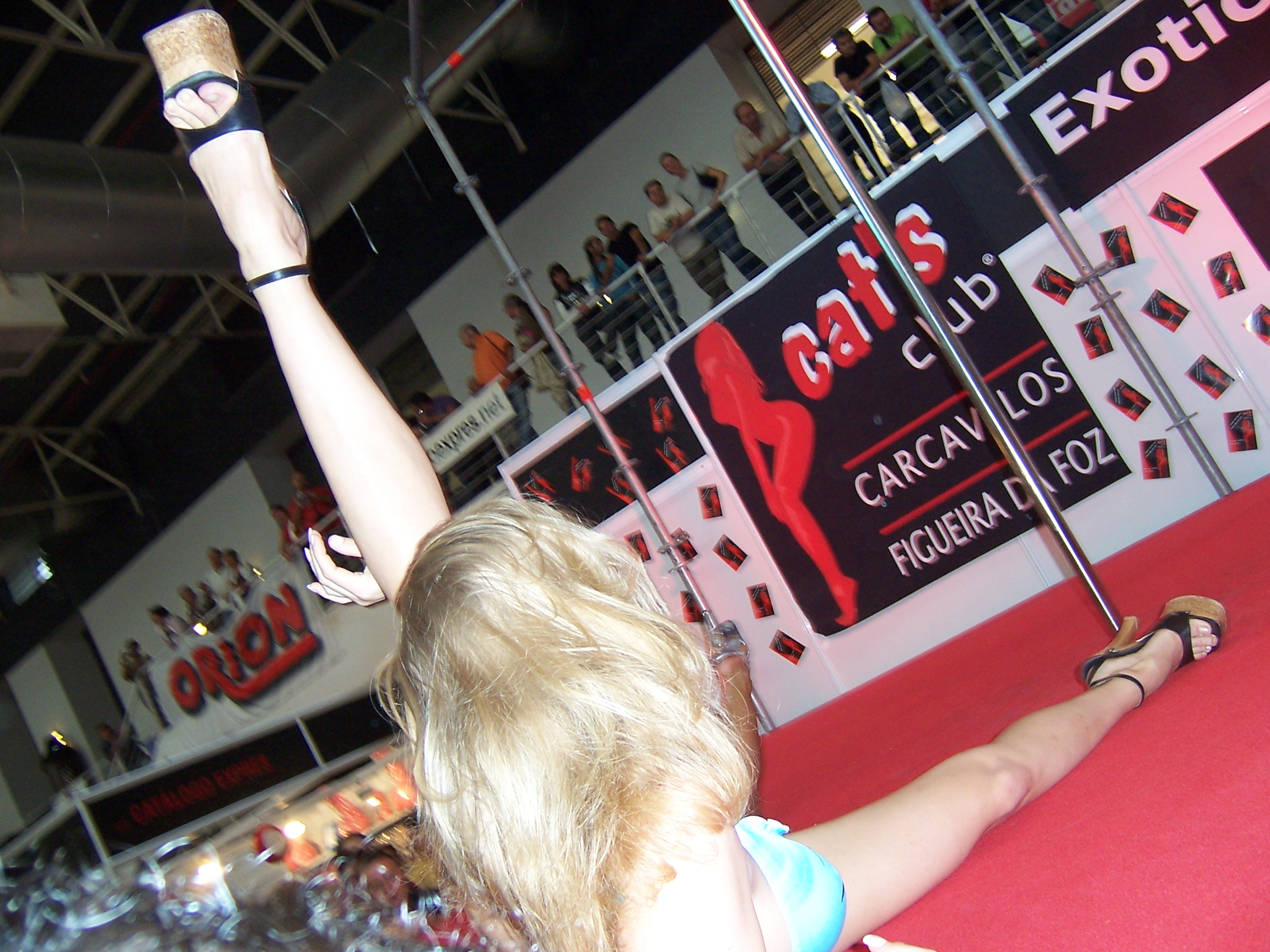
Uma dançarina no FICEB 2006

O Festival Internacional de Cine Erótico de Barcelona (FICEB) é um festival anual e cerimônia de premiação do cinema pornográfico espanhol. 
O evento começou em 1993 com o objetivo de dinamizar e normalizar a indústria do sexo na Espanha. Desde 1997 tem sido realizado no centro de convenções La Farga em L'Hospitalet de Llobregat, uma cidade nos arredores de Barcelona. Em 2005, o evento foi reconhecido pelo governo regional da Catalunha, mas em 2006, o governo municipal de L'Hospitalet não votaram para renovar o contrato do festival, obrigando-os a procurar um novo local (Madrid) para 2008.
Comparado com o análogo festival de cinema Hot D'Or em Cannes, o festival de Barcelona tem sido chamado de menos exclusivo e mais abrangente. Além de premiações e aparições de estrelas, os cinco dias de FICEB incluem centenas de strip-tease e shows de sexo ao vivo, além de uma mostra de lingerie e uma exposição de produtos para sexo. Cerca de 50.000 pessoas assistiram ao festival entre 2005 e 2006.

## Prémios
O FICEB tem três prêmios para diferentes categorias de filmes pornográficos, o Ninfa (ninfa) para a pornografia heterossexual, o HeatGay para filmes de pornografia gay e Tacón de Aguja para filmes de BDSM e fetiche sexual.